# Tetranychus frater
Tetranychus frater är en spindeldjursart som beskrevs av Wainstein 1960. Tetranychus frater ingår i släktet Tetranychus och familjen Tetranychidae. Inga underarter finns listade i Catalogue of Life.